# Because
"Because" är en låt skriven av John Lennon (krediterad till Lennon/McCartney), inspelad och utgiven av The Beatles. Den finns med på albumet Abbey Road (1969), innan andra sidans medley. I låten hörs trestämmig körsång av Lennon, Paul McCartney och George Harrison, inspelad tre gånger, vilket ger nio röster totalt.

## Komposition

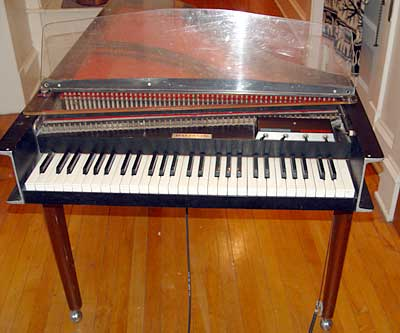
En elektrisk cembalo, likt den som används i låten.

Låten börjar med en ensam elektrisk cembalo, spelad av producenten George Martin. Efter halva introt kommer Lennons gitarr in, som spelar en liknande slinga genom en Lesliehögtalare. Efter introt kommer körsång och bas in.
"Because" var en av få inspelningar av The Beatles där en Moog-synthesizer användes. På "Because" spelas den av George Harrison. Den hörs i ett kortare mellanspel samt i slutet av låten.
Enligt Lennon var låtens stora likheter med första biten av Ludwig van Beethovens Månskenssonaten ingen slump. Yoko spelade stycket på piano och Lennon bad henne att spela ackorden baklänges och skrev "Because" kring dem.

## Medverkande
- John Lennon – körsång (tre gånger inspelat) (mellanregister), gitarr
- Paul McCartney – körsång (tre gånger inspelat) (höga registret), bas
- George Harrison – körsång (tre gånger inspelat) (basregister), Moog synthesiser
- George Martin – Baldwin elektriskt harpsikord

Källa: